# 日本国有鉄道経営再建促進特別措置法
日本国有鉄道経営再建促進特別措置法（にほんこくゆうてつどうけいえいさいけんそくしんとくべつそちほう、昭和55年12月27日法律第111号）は、1980年に制定された日本国有鉄道の経営改善を促進するために執るべき特別措置を定めた日本の法律である。国鉄再建法（こくてつさいけんほう）と略される。1987年（昭和62年）4月1日廃止。
国鉄は1964年度（昭和39年度）に赤字決算に転落しており、1969年（昭和44年）以降には3次に渡って再建計画が建てられたが、すべて経営は好転せず引き続き一度も黒字計上することはなかった。1980年度（昭和55年度）頃には毎年約一兆円の赤字を生み出していた。これを背景として本法が成立、さらなる経営改善が押し進めれられた。
この法律によりいわゆる赤字ローカル線の廃止がすすめられたが、その後の国鉄分割民営化は、1981年（昭和56年）に発足した第二次臨時行政調査会の翌年7月末の答申によって行われたものであり、赤字線の廃線と民営化とは直接的には無関係である。

## 目的
（経営の再建の目標）

第二条　　日本国有鉄道の経営の再建の目標は、この法律に定めるその経営の再建を促進するための措置により、昭和六十年度までにその経営の健全性を確保するための基盤を確立し、引き続き、速やかにその事業の収支の均衡の回復を図ることに置くものとする。

本法の制定により、昭和60年（1985年）度までに、日本国有鉄道の経営基盤を確立することとし、経営改善計画の策定とその実施状況の報告を運輸大臣に対して行うこととされた（第4条）。

国鉄の営業収入,営業経費,累計欠損金（単位：億円）
JRおよび私鉄の輸送キロ推移（旅客/貨物）

## 経営改善計画

### 1980年制定
再建法公布当初、1980年（昭和55年）5月に運輸大臣の承認を得た経営改善計画は以下である。
- 輸送の近代化 - 鉄道特性を発揮しがたい分野においては営業縮小など、輸送力の見直しを行いコストを削減する。
- 業務運営の能率化 - 民間の手法を取り入れ能率化を図り、職員は昭和60年までに35万人態勢とする。[注釈 2]
- 収入の確保 - 適切な運賃改定。また関連事業で約5000億円の収入確保。
- 経営管理の健全化
- 設備投資の抑制 - 鉄道特性を発揮しえる分野に重点化して設備投資。東北新幹線の工事完成を目指す。
- 収支改善の目標 - 60年度までに幹線損益の収支均衡を達成する。
- 地方交通線の改善 - 鉄道特性を発揮しずらい地方交通線については徹底した合理化を行う。

職員35万人態勢を目標とした、合理化94,900人員の詳細
- 作業方式・業務運営方式の近代化 （乗務員などの能率向上、列車削減、管理部門の縮減等） - ▲19,500人
- 投資と施策の結合による近代化 （車両改良・地上設備改良等による1人乗務化、機器の投入等による保守作業の能率化等）- ▲18,600人
- 投資による近代化 （CTC化、自動信号化、各種設備の近代化等）- ▲8,900人
- 営業体制近代化（部外能力の活用を除く） （駅・ヤードの作業体制の見直し、駅無人化、貨物集約、出改札の機械化等）- ▲11,800人
- 部外能力の活用 （駅業務及び車両修繕業務など各種業務の部外 委託） - ▲21, 100人
- 地方交通線の廃止・合理化 （バス輸送等への転換ほか、地方交通線を対象とする上記各種合理化）- ▲15,000人

### 1984年改定
しかし当初計画より経営は一層厳しくなったため、1984年（昭和59年）5月には以下の経営改善計画に改定、運輸大臣に承認された。
|          |                                  | 現状 （昭和55年） | 変更前計画 （昭和60年） | 変更後計画 （昭和60年） | 現状との差 |
| -------- | -------------------------------- | ----------------- | ----------------------- | ----------------------- | ---------- |
| 事業量   | 旅客輸送量（億人キロ）           | 1,966             | 2,061                   | 1,920                   | ▲ 46       |
| 事業量   | 貨物輸送量（億トンキロ）         | 401               | 426                     | 248                     | ▲ 153      |
| 事業量   | 輸送量合計（億人トンキロ）       | 2,367             | 2,487                   | 2,168                   | ▲ 199      |
| 事業量   | 輸送力:新幹線（千キロ/日）       | 178               | 230                     | 230                     | 52         |
| 事業量   | 輸送力:在来線（千キロ/日）       | 1,259             | 1,160                   | 1,190                   | ▲ 69       |
| 事業量   | 輸送力:鉄道貨物（千キロ/日）     | 470               | 400                     | 270                     | ▲ 200      |
| 職員数   | 予算人員（人）                   | 424,000           | 350,000                 | 320,000                 | ▲ 104,000  |
| 経営規模 | 営業キロ（キロ）                 | 21,322            | 18,420                  | 18,510                  | ▲ 2,812    |
| 経営規模 | 旅客駅（駅）                     | 5,185             | 4,470                   | 5,000                   | ▲ 185      |
| 経営規模 | 貨物駅（駅）                     | 1,358             | 800                     | 420                     | ▲ 938      |
| 経営規模 | ヤード数（箇所）                 | 193               | 100                     | 0                       | ▲ 193      |
| 経営規模 | 機関車数（両）                   | 4,061             | 3,600                   | 2,400                   | ▲ 1,661    |
| 経営規模 | 旅客車数（両）                   | 29,219            | 28,000                  | 26,000                  | ▲ 3,219    |
| 経営規模 | 貨車数（両）                     | 99,846            | 92,000                  | 30,000                  | ▲ 69,846   |
| 経営指標 | 職員あたり輸送量（千人トンキロ） | 564               | 710                     | 678                     | 114        |
| 経営指標 | 一般人件費/営業収入比率(%)       | 74                | 51                      | 55                      | ▲ 19       |

鉄道貨物輸送は昭和39年度をピークとしてその後大幅に落ち込み続けており（トンキロシェア6.4%）、昭和58年度の貨物収入は前年度から14%減少（▲378億円）した。1983年（昭和58年）には国鉄貨物局課長補佐が「貨物部門の赤字はすべてヤード系から発生し、貨物経営を悪化させているのはヤード系である」と報告している。1984年（昭和59年）2月には非効率なヤード輸送方式を全廃し、直行貨物輸送への転換が進められた。これにより多数の貨物駅が使命を終えた。
また昭和60年度においても新規採用停止を継続し、職員総数を32万人に抑制する目標が掲げられた。

## 地方交通線対策
|                              | 地方交通線   | 幹線           |
| ---------------------------- | ------------ | -------------- |
| 営業キロ                     | 9229.6 (41%) | 13,447.6 (59%) |
| 輸送量（人キロ・トンキロ）   | 104億（4%）  | 2269億（96%）  |
| 収支係数                     | 445          | 135            |
| 人キロ・トンキロあたり経費   | 35円66銭     | 13円39銭       |
| 人キロ・トンキロあたり損失額 | ▲27円65銭    | ▲3円49銭       |

赤字ローカル線問題については、「鉄道の営業線（幹線鉄道網を形成する営業線として政令で定める基準に該当するものを除く）のうち、その運営の改善のための適切な措置を講じたとしてもなお収支の均衡を確保することが困難であるものとして政令で定める基準に該当する営業線」を地方交通線として選定し、運輸大臣の承認を受けることとされる（第8条）。これによって従来全国一律であった国鉄運賃は、地方交通線に限り割増運賃の導入が可能になった（第13条）。
また、「その鉄道による輸送に代えて一般乗合旅客自動車運送事業による輸送を行うことが適当であるものとして政令で定める基準に該当する営業線」（具体的には輸送密度が4,000人/日未満である路線）は、特定地方交通線として廃止・転換対象とされた（第8条2）。この取組みにより、1990年（平成2年）までに83線3,157.2kmが国鉄あるいは国鉄分割民営化により路線を引き継いだJR各社から切り離され、新たに設立された第三セクター鉄道の路線や私鉄の路線、あるいはバスに転換された。
また、鉄道敷設法別表の規定により連綿と建設が続行されてきた日本鉄道建設公団の建設線についても、特定地方交通線と同じ基準で建設の続行の可否が判断され、北関東の鹿島新線と四国の内山線を除くAB線（地方交通線）の建設予算が凍結された。